# 連続企業爆破事件
連続企業爆破事件（れんぞくきぎょうばくはじけん）とは東アジア反日武装戦線が旧財閥系企業、大手ゼネコン社屋・施設などに爆弾を設置し爆破した事件で警視庁は丸の内ビル街爆破事件と称している。1974年8月から1975年5月にかけて、東アジア反日武装戦線は日本国家をアジア侵略の元凶とみなし、アジア侵略に加担しているとされた企業に対し断続的に爆破事件を起こした。

## 企業への爆破
- 1974年
  - 8月30日 - 「狼」班による三菱重工ビル（現：丸の内二丁目ビル）爆破（三菱重工爆破事件）。8名が死亡、376人が重軽傷。
  - 10月14日 - 「大地の牙」班による物産館（三井物産本社屋）爆破（三井物産爆破事件）。16人が重軽傷。
  - 11月25日 - 「狼」班による帝人中央研究所爆発（帝人中央研究所爆破事件）。
  - 12月10日 - 「大地の牙」班による大成建設本社爆破（大成建設爆破事件）。9人が重軽傷。
  - 12月23日 - 「さそり」班による鹿島建設資材置場爆破（鹿島建設爆破事件）。
- 1975年
  - 2月28日 - 三班合同による間組本社ビルと同社大宮工場爆破（間組爆破事件）。5人が負傷。
  - 4月19日 - 「大地の牙」班によるオリエンタルメタル社・韓国産業経済研究所爆破（オリエンタルメタル社・韓産研爆破事件）。
  - 4月28日 - 「さそり」班による間組京成江戸川作業所爆破（間組爆破事件）。1人が重傷。
  - 5月4日 - 「さそり」班による間組京成江戸川橋鉄橋工事現場爆破（間組爆破事件）。

## 捜査と逮捕
三菱重工爆破事件直後に警視庁丸の内警察署に設置された特別捜査本部は、公安部と刑事部双方から警察官が投入され、異例の捜査体制となった。現場検証では時限装置と見られる時計や乾電池などの破片が発見された。これは現場に散乱していたガラス片40tの中から見つけられた。また爆弾はペール缶2個に詰められた塩素酸塩系の混合爆薬約55kgの爆弾だったことが判明した。なお、爆薬の入手先であるが、購入規制されて間もない塩素酸ナトリウムを使用した除草剤を転用したものであった。特別捜査本部は「爆弾はダイナマイト700本分に相当する」と発表した。特別捜査本部は当初からアナキズム思想の「極左暴力集団」による犯行とみていた。
犯行グループが寄越した犯行声明文と1974年3月に地下出版された爆弾の製造法やゲリラ戦法などを記した教程本『腹腹時計』と用いられたタイプライターの字体が同一であることが判明、同じ機種で打たれていたことが確認された。そのため「腹腹時計」作成者と犯行グループは同一である可能性が高まった。
また犯行に使われたペール缶のうち1個は東京都内の工場で製造されたもので、わずか70個しか製造されておらず、すべて東京都内で販売されていたことが判明した。
特別捜査本部は当初被疑者として、アイヌ人解放など「東アジア反日武装戦線」と革命理論が酷似しているとして、当時「新左翼評論家」であった太田竜を1972年に発生したシャクシャイン像事件の容疑で拘束したが、太田竜のアジトから押収された「腹腹時計」に疑問符が記入されていたり、「自分の理論をまねている者がいる」と周囲に不満をもらしていたことが判明し、太田の潔白が証明された。しかし公安部は太田の思想的人脈のどこかにメンバーがいると推理し、後に芋づる式に東アジア反日武装戦線のグループ全体が把握されることになった。
東アジア反日武装戦線は同年から1975年にかけ、連続企業爆破事件を起こしたが、この時には警視庁公安部によってマークされていた。事件当日、営団地下鉄丸ノ内線茗荷谷駅周辺で爆発物らしき包みを持った不審な男を目撃したとの証言が特別捜査本部に寄せられていた。後にこれは偽情報であったことが判明したが、警視庁によるローラー作戦で、駅の近くにアナキズム集団「東京行動戦線」の関係者がいたことが判明した。この情報に対し警視庁公安部極左暴力犯罪取締本部は、この関係者を被疑者として追尾し尻尾を出すのを待っていた。また前述の太田竜が関係していた「現代思潮社」「レボルト社」に狙いを定めた結果、メンバーの齋藤和と佐々木規夫が浮上し、この二人を追尾していくうちに、「東京行動戦線」関係者と結びつき、犯行グループと思われるメンバーが把握されていった。大成建設爆破事件ではメンバーのうち2人が不審な行動を取っていたことを把握したが、現場を押さえることができなかった。
しかし1975年4月19日に発生したオリエンタルメタル社・韓産研爆破事件では、メンバー全員が外出し、互いに連絡を取り合っていたことが確認された。また彼らのアジトから出たゴミから犯行声明文の書き損じなども発見され、ついに正体をつかんだ。当初は5月9日に一斉検挙する予定であったが、おりしもイギリス女王エリザベス2世が訪日しており、不測の事態を懸念し延期された。5月19日に主要メンバーである大道寺将司、大道寺あや子、佐々木規夫、片岡利明（益永利明）、斎藤和、浴田由紀子、黒川芳正と協力者1人が一斉に逮捕された。この時の逮捕容疑は韓国産業経済研究所爆破事件であった。
その内、斎藤和は警視庁の取り調べ中に、所持していたシアン化カリウムで自殺した（同じく大道寺あや子も服毒自殺をしようとしたが、警察官に阻止された）。

## その後
主要メンバー逮捕後に宇賀神寿一が全国指名手配されるも逃亡し、残党化する。その後、新左翼活動家の加藤三郎ら残党を名乗る新グループによって神社本庁爆破事件などの爆破事件が1977年11月まで続いた。
裁判中、1975年8月に日本赤軍によるクアラルンプール事件で佐々木規夫が超法規的措置で釈放され逃亡。また1977年に日本赤軍によるダッカ日航機ハイジャック事件で大道寺あや子と浴田由紀子が超法規的措置で釈放され、国外逃亡した。逃亡した3人は日本赤軍に合流した。
1982年7月に逃亡していた宇賀神寿一が逮捕される。
その後、裁判では1987年3月24日に大道寺将司と片岡(益永)利明への死刑、黒川芳正に無期懲役、協力者には懲役8年が確定した。1990年に宇賀神寿一の懲役18年が確定した（2003年6月出所）。1995年に逃亡していた浴田由紀子がルーマニアで潜伏中に身柄を拘束され日本に移送となり、2004年5月に懲役20年が確定した（2017年3月出所）。
現在、益永利明は確定死刑囚として東京拘置所に、黒川芳正は宮城刑務所にそれぞれ収監されている。大道寺将司は2017年5月24日に多発性骨髄腫のため東京拘置所で病死した。
桐島聡の場合、国外逃亡した大道寺あや子と佐々木規夫は公訴が継続しているため、刑事訴訟法254条2項で公訴時効が完成しないまま、2010年の刑事訴訟法改正で時効が撤廃された。大道寺・佐々木と共犯でない韓産研爆破事件については、浴田の公訴が停止していた時期があり、2004年8月に浴田の判決が確定がしてから再度公訴時効が再開した。韓産研爆破事件では、黒川や浴田らに最高刑が死刑の爆発物取締罰則1条が適用されているが、死亡者がないため、2010年の改正後の刑事訴訟法第250条第2項第1号の適用により、桐島の公訴時効は25年となったものと考えられる。
2024年1月25日、体調不良で病院に入院していた男が自身を桐島と認める話を病院関係者にした。警視庁公安部による事情聴取に対し間組爆破事件へ関わったことをほのめかす供述をしていたが、同月29日に末期がんで死去した。2月27日、公安部は男を桐島と断定し、被疑者死亡のまま書類送検した。

## 犯人
| 人物         | 三菱重工爆破事件 | 三井物産爆破事件 | 帝人中央研究所爆破事件 | 大成建設爆破事件 | 鹿島建設爆破事件 | 間組本社 ・ 工場同時爆破事件 | 韓産研ほか爆破事件 | 間組作業現場爆破事件 | 身柄拘束日    | 判決     |
| ------------ | ---------------- | ---------------- | ---------------------- | ---------------- | ---------------- | ---------------------------- | ------------------ | -------------------- | ------------- | -------- |
| 大道寺将司   | ○                |                  | ○                      |                  |                  | ○                            |                    |                      | 1975年5月19日 | 死刑     |
| 益永利明     | ○                |                  | ○                      |                  |                  | ○                            |                    |                      | 1975年5月19日 | 死刑     |
| 大道寺あや子 | ○                |                  | ○                      |                  |                  | ○                            |                    |                      | 国際手配中    | -        |
| 佐々木規夫   | ○                |                  | ○                      |                  |                  | ○                            |                    |                      | 国際手配中    | -        |
| 斎藤和       |                  | ○                |                        | ○                |                  | ○                            | ○                  |                      | 自殺          | -        |
| 浴田由紀子   |                  | ○                |                        | ○                |                  | ○                            | ○                  |                      | 1995年3月20日 | 懲役20年 |
| 黒川芳正     |                  |                  |                        |                  | ○                | ○                            | ○                  | ○                    | 1975年5月19日 | 無期懲役 |
| 宇賀神寿一   |                  |                  |                        |                  | ○                | ○                            |                    | ○                    | 1982年7月13日 | 懲役18年 |
| 桐島聡       |                  |                  |                        |                  | ○                | ○                            | *                  | ○                    | 2024年1月25日 | -        |

- 桐島のオリエンタルメタル社・韓産研爆破事件への関与は、指名手配の段階であり、共犯者の判決に桐島の関与が登場しているわけではない。